# Paramacrobiotus gerlachae
Espèce
Synonymes
- Macrobiotus gerlachae Pilato, Binda & Lisi, 2004

Paramacrobiotus gerlachae est une espèce de tardigrades de la famille des Macrobiotidae.

## Distribution
Cette espèce est endémique des Seychelles.

## Description
Calcarobiotus tetrannulatus mesure de 250 à 374 µm.

## Étymologie
Cette espèce est nommée en l'honneur de Justin Gerlach.

## Publication originale
- Pilato, Binda & Lisi, 2004 : Notes on tardigrades of the Seychelles with the description of three new species. Italian Journal of Zoology (Modena), vol. 71, no 2, p. 171-178 (texte intégral).